# Cameron (Caroline du Nord)
Pour les articles homonymes, voir Cameron.
Cameron est une ville du comté de Moore en Caroline du Nord aux États-Unis. La population était de 285 habitants au recensement de 2010.

## Histoire
Cameron a grandi autour d'une route de planches, suivie quelques années plus tard par le chemin de fer. La ville s'établit en 1875. Cameron est à l'extrémité de la ligne Raleigh and Augusta Railroad. Son emplacement est idéal pour l'établissement d'entreprises. Des distilleries de térébenthine y furent ouvertes, ainsi qu'un hôtel pour les voyageurs du rail. La culture des mûres prit une grande importance, à tel point que Cameron fut surnommée la capitale mondiale de la mûre.

## Géographie
Selon le recensement des États-Unis, la ville a une superficie totale de 2,7 km2.

## Démographie
À compter du recensement de l'an 2000, il y avait 151 personnes, 66 ménages, et 41 familles résidant dans la ville. Il y avait 78 unités de logement à une densité moyenne de 74,3 sq/mi (28,7 km2).
Il y avait 66 ménages, dont 25,8 % ayant des enfants de moins de 18 ans vivant avec eux, 40,9 % sont des couples mariés vivant ensemble, 18,2 % sont des femmes au foyer sans mari, et 36,4 % sont des ménages non-familiaux. 31,8 % des ménages sont constitués de personnes seules et 16,7 % sont des personnes seules de 65 ans ou plus. Dans la ville la pyramide des âges était 17,9 % de moins de 18 ans, 9,9 % de 18 à 24, 30,5 % de 25 à 44, 20,5 % de 45 à 64, et 21,2 % qui avaient 65 ans ou plus. L'âge médian était de 42 ans. Pour 100 femmes il y avait 75,6 hommes. Pour 100 femmes de 18 ans et plus, il y avait 82,4 hommes.
Le revenu médian par ménage de la ville était 32 500 $, et le revenu médian par famille était 41 964 $. Les hommes avaient un revenu médian de 32 917 $ contre 22 500 $ pour les femmes. Le revenu par habitant de la ville était 15 337 $. Il y avait 17,9 % des familles et 21,3 % de la population vivant en dessous du seuil de pauvreté.
| 1880 | 1890 | 1900 | 1910 | 1920 | 1930 |
| ---- | ---- | ---- | ---- | ---- | ---- |
| 117  | 236  | 218  | 259  | 241  | 287  |

| 1940 | 1950 | 1960 | 1970 | 1980 | 1990 |
| ---- | ---- | ---- | ---- | ---- | ---- |
| 311  | 284  | 298  | 204  | 225  | 215  |

| 2000 | 2010 | - | - | - | - |
| ---- | ---- | - | - | - | - |
| 151  | 285  | - | - | - | - |

## Résidents célèbres
- Jeff Hardy Catcheur américain
- Matt Hardy Catcheur américain
- Shannon Moore Catcheur américain
- Cameron Grimes Catcheur américain

## Source de la traduction
- (en) Cet article est partiellement ou en totalité issu de l’article de Wikipédia en anglais intitulé « Cameron, North Carolina » (voir la liste des auteurs).